# Battaglia di Polesella (1271)
La battaglia di Polesella o battaglia della Polesella fu una battaglia navale combattuta nel tratto del fiume Po compreso tra Polesella e Guarda Veneta.

## Storia
Il 1º settembre 1271 la battaglia di Polesella vide contrapposte le forze di terra e di mare del Comune di Bologna e le forze navali della Repubblica di Venezia e si concluse con la vittoria delle forze bolognesi, che ottennero dazi più favorevoli per poter ampliare il commercio.